# Bertolínia
Bertolínia är en kommun i Brasilien.   Den ligger i delstaten Piauí, i den östra delen av landet, 1 000 km norr om huvudstaden Brasília. Antalet invånare är 5 319.
Omgivningarna runt Bertolínia är huvudsakligen savann. Runt Bertolínia är det mycket glesbefolkat, med 3 invånare per kvadratkilometer.